# Dancecom Project
Dancecom Project ist ein deutsches DJ- und Produzenten-Duo, bestehend aus den beiden deutschen Produzenten David Kieven und Tim Schumacher besteht. Das Duo ist weiterhin Gründer der Medienagentur Neovision.

## Karriere
Bereits im Kindesalter waren Kieven und Schumacher befreundet. Gemeinsam schlossen sie ein Studium im Bereich Medienwirtschaft an der Rheinischen Fachhochschule in Köln ab.
Aufgrund ihrer Interesses im Musikbereich, gründeten sie im August 2010 gründeten sie das Dancecom Project. Sie begannen sich mit dem Produzieren von Bootlegs einen Namen zu machen. Angefangen mit einem Bootleg zu California Gurls von Katy Perry und Snoop Dogg und einer Reihe weiterer Neuinterpretationen, machten sie verschiedene Plattenlabel auf sich aufmerksam, woraufhin sie mitunter offizielle Remixaufträge von Crew 7 und Sunloverz bekamen. Um auch ihre Bootlegs veröffentlichen zu können, ließen sie eine Auswahl an Liedern, darunter Dynamite von Taio Cruz oder DJ Got Us Falling in Love von Usher neu einsingen. Diese fanden mehrfach Platz auf Kompilationen. 2012 hatten sie ihren ersten großen Liveauftritt auf dem Bayao Summer Dance Festival 2012 im Stadion des FC Schalke 04.
Ihre erste eigene Single All Around the World erschien im März 2012. Daraufhin veröffentlichten sie im September 2012 die zweite Single Turn Up the Love. Ihre dritte Single Don't Let Me Be Misunderstood stellten sie im Sommer 2014 vor. Der Song wurde über das Plattenlabel „Track by Track Records“ veröffentlicht und war auf der Kompilation Club Sounds Summer 2014 zu finden. Aufgrund dessen konnte das Lied stark auf sich aufmerksam machen und kurz darauf rückte das Duo mit dem Song in die Top-100 der deutschen Dance-Charts vor. Ebenfalls landeten sie mit ihrer Produktion des Lieds Wir sind Legenden von Jung & Wild einen Club-Hit.
Am 12. November 2014 erschien ihr vorerst letzter Bootleg, den sie zu dem Lied Heads Will Roll von Yeah Yeah Yeahs produzierten. Anschließend folgten einige Auftritte in verschiedenen Clubs.

## Neovision
2012 gründeten sie in Aachen die Medienagentur „Neovision“ mit der sie sich auf Marketing, Grafikdesign und Mediendesign spezialisieren. Unter anderem produzierten sie Tourtrailer für Cro und Kraftklub sowie ein Musikvideo für Daniel Lopes.

## Diskografie

### Singles
2012:
- All Around the World
- Turn Up the Love

2014:
- Don’t Let Me Be Misunderstood

### Remixe
2010:
- Katy Perry feat. Snoop Dogg – California Gurls
- Eminem feat. Rihanna – Love the Way You Lie
- B.o.B. feat. Hayley Williams – Airplanes
- Crew 7 – This Time
- Mario Lopez – Always & Forever 2K10

2011:
- Roll Deep – Good Times
- Britney Spears – Would You Hold It Against Me
- LeeRoy – Shade of Grey
- Cassey Doreen – Like a Virgin
- Sunrider – Ghostbusters
- Massmann vs. Ippytraxx feat. Fab – Another Day in Paradise
- Dan Winter – Was fühlst du

2012:
- Sean Paul – She Doesn’t Mind
- Sunloverz – Rain
- Bès & Meret – Free
- Cassey Doreen – I Wanna Dance with Somebody
- Michael Mind Project – Feeling So Blue

2013:
- Tom Mountain & Nicco – Run It Back
- Ke$ha – Die Young
- Sunloverz – Rain 2013
- Bryce – Bodyrock
- Sunloverz – Summer Of Love
- Pitbull feat. Ke$ha – Timber
- Jung & Wild – Wir sind Legenden

2014:
- Yeah Yeah Yeahs − Heads Will Roll

### Neuinterpretationen
als Dancecom Project
2010:
- Dynamite (Taio Cruz)
- Just the Way You Are (Bruno Mars)
- Firework (Katy Perry)
- DJ Got Us Falling in Love (Usher)

2011:
- Whataya Want from Me (Adam Lambert)
- Skyscraper (Demi Lovato)
- On the Move 2011 (Belmond & Parker)
- Grenade (Bruno Mars)

2013:
- Fast Car (Taio Cruz)

als Pandora Bx
- Coming Home (Diddy – Dirty Money feat. Skylar Grey)
- Fuckin' Perfect (P!nk)
- Just Can't Get Enough (The Black Eyed Peas)